# Коротылёв, Алексей Назиржонович
Алексей Назиржонович Коротылёв (род. 1 марта 1977, Москва) — российский шахматист, гроссмейстер (2000); тренер сборной России, мастер спорта России.
На чемпионате России 2002 года разделил 2—5 места. Становился вторым (2002, «Норильский Никель») и третьим (2007, «Элара» Чебоксары) призёром командного чемпионата России.
Воспитанник шахматной школы «Перово», где его тренером был Александр Николаевич Новиков. Окончил РГУФК в 2001 году.
Тренировал Александру Костенюк. Женат на шахматистке Валерии Антоненко.

## Спортивные достижения
| Год  | Город        | Турнир                                              | + | − | = | Результат | Место |
| ---- | ------------ | --------------------------------------------------- | - | - | - | --------- | ----- |
| 1999 | Москва       | 52-й чемпионат России                               |   |   |   | из        |       |
| 2002 | Екатеринбург | 9-й командный чемпионат России, «Норильский Никель» | 2 | 1 | 0 | 2 из 3    | 2     |
| 2002 | Краснодар    | 55-й чемпионат России                               | 3 | 0 | 6 | 6 из 9    | 2—5   |
| 2004 | Москва       | 57-й чемпионат России                               | 3 | 4 | 3 | 4½ из 10  | 8—10  |
| 2006 | Фюген        | 22-й Кубок европейских клубов, «Элара»              | 4 | 0 | 3 | 5½ из 7   | 10    |
| 2007 | Сочи         | 14-й командный чемпионат России, «Элара»            | 2 | 0 | 3 | 3½ из 5   | 3     |

## Изменения рейтинга
| Графики недоступны из-за технических проблем. См. информацию на Фабрикаторе и на mediawiki.org. |